# Tolvmannaed
En tolvmannaed var under Sveriges äldre juridiska historia ett sätt för en misstänkt att svära sig fri från anklagelser. Bestämmelser om tolvmannaeder finns i landskapslagarna och de flesta lagsamlingar (stadslag och landslag) åtminstone fram till dess den ersattes med enskild värjningsed genom "Förordning huruledes med Edegånger wid Domstolarne förhållas skall" den 30 oktober 1695.
Brott behandlades i de flesta fall på det lokala tinget. Eftersom det oftast inte existerade fysiska bevis i modern mening och så länge det åtmintsone inte fanns överväldigande bevis mot den anklagade i det enskilda fallet, kunde denne svära sig fri från en anklagelse genom att tolv män med gott anseende gick ed på hans oskuld. I en del ärenden, särskilt sådana mål som i dag skulle kallas för tvistemål, kunde också den anklagande sidan använda sig av en tolvmannaed för att stärka sin sak. 
I regel kunde bara fria män, alltså i regel jordägande bönder, från samma domsaga komma i fråga som edgärdesmän, det vill säga svära i tolvmannaed. I protokoll från ett antal gamla brottmål framgår att den anklagade själv kunde vara en av de tolv. Dock kunde ingen från samma hushåll, alltså ens far, bror eller annan nära släkting komma i fråga. Den som stod anklagad fick själv bestämma (nämna) vilka som skulle utgöra edgärdesmän. Om den åtalade var kvinna var ofta edgärdsmännen också kvinnor. Ibland var antalet edgärdsmän lägre, till exempel sexmannaed.
Tolvmannaed har i äldre tider också använts som synonym till nämndemannaed, den ed som nya nämndemän fick svära. Häradsrätten bestod oftast av tolv nämndemän, och dessa kallades därför ibland för tolvmän.